# Petroleum megye
Petroleum megye az Amerikai Egyesült Államokban, azon belül Montana államban található. Megyeszékhelye és legnagyobb városa Winnett. Lakosainak száma 496 fő (2020. április 1.).

## Szomszédos megyék
- Phillips megye (észak)
- Garfield megye (kelet)
- Rosebud megye (délkelet)
- Musselshell megye (dél)
- Fergus megye (nyugat)

## Népesség
A megye népességének változása:
| Lakosok száma | 492  | 489  | 509  | 506  | 475  | 496  |
|               | 2010 | 2011 | 2012 | 2013 | 2015 | 2020 |